# Narjan-Mar
Narjan-Mar (oroszul: Нарьян-Мар) város Oroszország európai, északi részén, a Pecsora folyó partján. Az Arhangelszki területhez tartozó Nyenyecföld egyetlen városa és egyben székhelye.

## Fekvése
A Pecsora alsó folyásán, a torkolati deltavidék keleti folyóágának jobb partján fekszik, túl az északi sarkkörön, 110 km-re a Barents-tenger Pecsora-öblétől. Folyami és tengeri kikötő. Távolsága Arhangelszktől légvonalban 650 km, vízi úton 1097 km.
Környéke alacsony, lapos, nyáron rendkívül mocsaras vidék, melynek természetes növényzete a tundra. A város területén a folyóból lefűződött néhány kanyarulat, holtág található. Az így kialakult kis tavak külön részekre osztják a települést.
Az éghajlat szubarktikus. A Barents-tenger közelsége miatt a tél nem annyira zord, mint ahogy az északi fekvésből várható lenne. A januári középhőmérséklet -12 °C és -24 °C között váltakozik, a júliusi 6–13 °C, de néha nyáron is előfordulnak gyenge fagyok. Az eddig mért legmagasabb hőmérséklet: 34 °C (1990), a legalacsonyabb: -48 °C (1978). A csapadék évi mennyisége 350 mm.
A Pecsorát október végétől május elejéig jég borítja. Olvadáskor a folyó alsó szakaszának szigeteinél jégtorlaszok képződnek, ilyenkor az árvíz a város egyes részeit elönti.

## Történeti áttekintés
1929-ben az itteni Beloscselje faluban fafeldolgozó üzemet létesítettek és elkezdődött a település kiépítése. 1931-ben nevét Narjan-Marra változtatták (jelentése nyenyec nyelven 'vörös város') és Telviszocsnoje faluból ide helyezték át a két évvel korábban létrehozott Nyenyec nemzetiségi körzet székhelyét. 1935-ben várossá nyilvánították.
A Nyenyec nemzetiségi körzet 1937-ig az Északi határterülethez tartozott, azóta pedig az ennek északi részéből létrehozott Arhangelszki területhez. 1977-ben az új szovjet alkotmány alapján elnevezése Nyenyec autonóm körzet lett, és 1992-ben az Oroszországi Föderáció egyik szubjektumává nyilvánították. Székhelye mindvégig Narjan-Mar maradt.
1933-ban indult meg a repülőjárat Arhangelszkbe. 1934-ben tanítóképző, könyvtár és múzeum kezdte meg működését, 1937-ben színház nyílt. 1959-ben dízel erőmű épült, ez biztosította az állandó áramellátást a városban; az 1960-as évek elején kezdték átállítani a lakóházakat központi fűtésre. Az 1980-as években kibővítették a dízel erőművet, új osztályokat kapott a körzeti kórház, rendelőintézet, új lakónegyed, kenyérgyár, szálloda épült.

## Népesség
Lakossága 21 658 fő (a 2010. évi népszámláláskor).

## Gazdaság, közlekedés
A Tyiman-hátság és a Pecsora völgye között országos jelentőségű kőolajmező húzódik. Narjan-Mar az itteni földgáz- és főleg kőolajmezők feltárásának, kiaknázásának északi központja. Itt van a kiindulópontja a tundra és a Barents-tenger kontinentális talapzata alatt feltételezett szénhidrogénkészletek felkutatásának. A városközponttól keletre fekvő Iszkatyelej városi jellegű település (iszkatyelej jelentése: 'kutatóké') a geológusok külön önkormányzattal rendelkező bázisa.
A szénhidrogénipar mellett jelentős az élelmiszeripar (hal- és húsfeldolgozás) és a fafeldolgozás, melynek alapanyagát messze délről, a tajgavidékről szállítják ide a Pecsora folyón. Az egyik városrész a legrégibb helyi iparvállalat, a fafeldolgozó üzem (Leszozavod) nevét viseli. Narjan-Mar a 21. század első évtizedében is többségében faházakból állt; csak az 1960-as években emelték a városközpontban az első emeletes téglaépületeket.
A körzeti igazgatási és a szövetségi képviseleti szervek hivatalain kívül a városban találhatók a Nyenyecföldön érdekeltséggel rendelkező külföldi vállalatok képviseletei is.

### Közlekedés

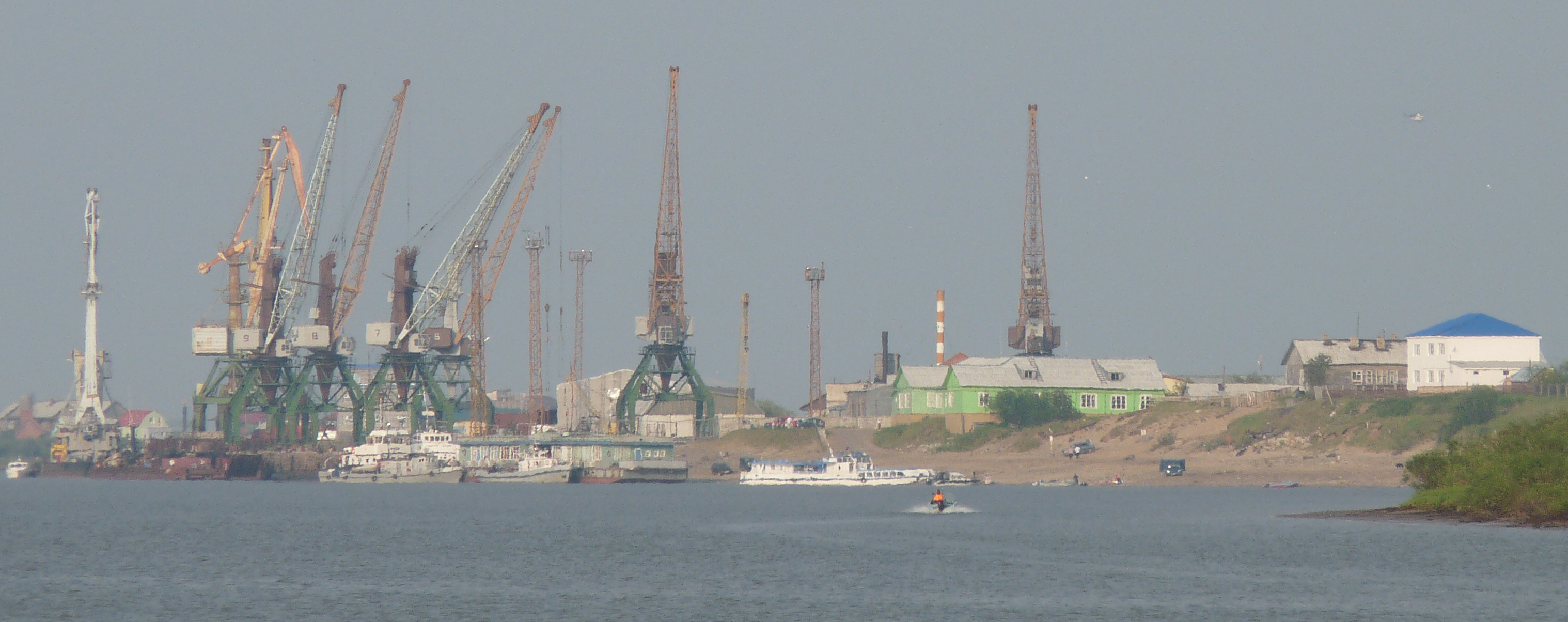
A város látképe a Pecsora folyóról

Narjan-Mart más városokkal nem köti össze sem vasút, sem egész évben használható közút. A legközelebbi vasútállomás több száz kilométerre, a komiföldi Uszinszk városban van. Az Uszinszkból észak felé vezető 386 km-es országút legnagyobb része sok éve elkészült, de az építést később abbahagyták. Harjaga településről Narjan-Marba csak télen, a keményre fagyott havon létesített ideiglenes úton (zimnyik) lehet eljutni.
Az országútból hiányzó 83 km-es útszakasz megépítéséhez a 2011 októberében idelátogatott Medvegyev elnök központi segítséget ígért. Ugyanezen a látogatásán az orosz elnök szövetségi (központi) tulajdonból az autonóm körzet tulajdonába adta a narjan-mari repülőteret, illetve az azt üzemeltető vállalatot. Az országút megépítéséig a személyforgalom számára a légiközlekedés az egyetlen megoldás. A repülőtérről nem csak néhány városba (pl. Arhangelszk, Uszinszk, Kirov), hanem helikopteren a körzet településeibe is vannak légijáratok.
A város kikötője mélymerülésű tengeri hajókat is fogad, de berendezései felújításra, korszerűsítésre szorulnának. A hajózási idény rövid. A tengerről érkező hajók főként élelmiszert, építőanyagot, gépipari és más késztermékeket szállítanak, és a Pecsora folyó medencéjéből származó nyersanyagokkal, fával, szénnel megrakodva indulnak vissza. A belvízi személy- és áruforgalom a Pecsora középső szakasza, Pecsora városa felé a hajózási idényben akadálytalan.
A városon belüli tömegközlekedést autóbuszvonalak szolgálják.

## Kultúra
A helytörténeti múzeumot 1933-ban alapították. Kiállításán a körzet történeti emlékei, ásványi kincsei és ősmaradványai láthatók. Néprajzi kiállítása a nyenyecek kultúráját, hagyományos életmódjának tárgyait mutatja be.

## Közigazgatás
Narjan-Mar városi önkormányzatának képviseleti szerve a városi tanács, mely tizenkét választott képviselőből áll. Narjan-Mar polgármestere:
- 2001. januártól 2005. szeptemberig Jurij Vlagyimirovics Rogyionovszkij.
- 2005. szeptembertől Leonyid I. Szablin. 2008 tavaszán nyugdíjazását kérte.[6]
- 2008. májustól ismét Jurij Vlagyimirovics Rogyionovszkij.[7]